# Tea Karvinen
Pour les articles homonymes, voir Karvinen.
Tea Karvinen (Helsinki, 26 septembre 1966) est une photographe et sportive finlandaise, championne de skeleton.